# Lahmiales
Lahmiales é uma ordem de fungos ascomicetos. Esta ordem não se encontra classificada em nenhuma classe (incertae sedis). Trata-se de um táxon monotípico e contém uma única família, Lahmiaceae, a qual por sua vez contém um só género, Lahmia.